# Cala del Pilar
La Cala del Pilar és una cala de l'illa de Menorca que es troba al nord del terme municipal de  Ciutadella.

## Descripció
Cala del Pilar, es troba dins la reserva marina del nord de Menorca i a la finca Alfurí de Dalt la qual alberga un patrimoni etnologig i natural molt ric i divers. Esta catalogada com a Lloc d'importància comunitària per la comissió europea i com a Lloc d'importància comunitària.